# フェリペ・ミニャンブレス
フェリペ・ミニャンブレス・フェルナンデス（Felipe Miñambres Fernández、1965年4月29日 - ）は、スペイン・アストルガ出身の元同国代表サッカー選手、サッカー指導者。ポジションはミッドフィールダー。
12シーズンをラ・リーガのスポルティング・デ・ヒホンとCDテネリフェでプレーし、1部通算348試合42得点。2000年からはサッカー指導者としてのキャリアをスタートさせ、2010年にはラージョ・バジェカーノを率いた。
1994 FIFAワールドカップのスペイン代表メンバー。

## クラブ経歴
カスティーリャ・イ・レオン州レオン県のアストルガ生まれ。1987-88シーズン、スポルティング・デ・ヒホン在籍時にラ・リーガデビューを果たすと、翌年からスポルティング・ヒホンでレギュラーに定着した。
1989-90シーズン、CDテネリフェに移籍するとすぐにチームの要になった。1992-93シーズンにはリーグ5位でフィニッシュし、クラブのUEFAカップ出場権獲得に大きく貢献した。1999年、テネリフェがセグンダ・ディビシオン (2部) に降格したことを受け、現役を引退した。引退後は指導者の道に進み始めた。
1999年、引退してすぐにテネリフェの監督に就任するも年内に解任された。その後はエルクレスCFやUDサラマンカ、アリカンテCF、UEリェイダの監督を歴任した。2007-08シーズン、ラージョ・バジェカーノの強化部長に就任した。
2010年2月15日、当時セグンダ・ディビシオンに昇格したばかりだったラージョ・バジェカーノの監督ペペ・メルを成績不振で解任し、シーズン終了までミニャンブレスが同クラブの指揮を執ることになった。ミニャンブレス就任後はしだいに復調し、なんとか降格圏を脱出させることに成功。シーズン終了後に強化部長に復帰。
2016年、ラージョ・バジェカーノの強化部長ポストを辞職し、セルタ・デ・ビーゴの強化部長に就任した。セルタでは主にマキシ・ゴメスやレナト・タピアの獲得に貢献している。
2022年2月11日、レバンテUDのディレクターに就任した。また、2022年10月12日にはメディ・ナフティ監督を解任し、16日にハビエル・カジェハ監督を招聘するまでの間は暫定監督を引き受けていた。

## 代表経歴
スペイン代表では4年半の間に6試合出場、2ゴールを挙げた。代表デビューは1989年12月13日のスイス代表戦 (2-1)。親善試合ではあったが、この試合の決勝点を56分に決めている。
また、スペイン代表として1994 FIFAワールドカップにも参加しており、グループリーグの韓国代表戦とボリビア代表戦に出場した。

## 監督成績
2022年10月16日現在
| クラブ                 | 就任           | 退任           | 記録 | 記録 | 記録 | 記録 | 記録   |
| クラブ                 | 就任           | 退任           | 試   | 勝   | 分   | 敗   | 勝率   |
| ---------------------- | -------------- | -------------- | ---- | ---- | ---- | ---- | ------ |
| テネリフェ             | 1999年10月3日  | 1999年10月10日 | 1    | 0    | 1    | 0    | 000.00 |
| エルクレス             | 2002年3月25日  | 2003年3月17日  | 46   | 16   | 18   | 12   | 034.78 |
| サラマンカ             | 2003年7月1日   | 2005年3月6日   | 72   | 19   | 26   | 27   | 026.39 |
| アリカンテ             | 2006年2月13日  | 2006年6月30日  | 19   | 9    | 8    | 2    | 047.37 |
| リェイダ               | 2006年7月1日   | 2007年1月31日  | 23   | 8    | 10   | 5    | 034.78 |
| ラージョ・バジェカーノ | 2010年2月15日  | 2010年6月5日   | 18   | 6    | 4    | 8    | 033.33 |
| レバンテ (暫定)        | 2022年10月12日 | 2022年10月16日 | 2    | 2    | 0    | 0    | 100.00 |
| 通算                   | 通算           | 通算           | 181  | 60   | 67   | 54   | 033.15 |